# Distretto di Ambedkar Nagar
Ambedkar Nagar è un distretto dell'India di 2 025 373 abitanti. Capoluogo del distretto è Akbarpur.